# Konopí indické
Konopí indické (lat. Cannabis indica resp. Cannabis sativa subsp. indica nebo Cannabis sativa var. indica) je jednoletý druh (resp. v závislosti na systému poddruh/varieta) rostliny z čeledi konopovité (Cannabaceae). Původní konopí indické pochází ze jižní Asie, přesněji z oblasti Himálaje a Hindúkuše.
Nízké rostliny dorůstají do 1 m výšky. Jsou velmi husté, stonek není tak vláknitý jako u konopí setého. Jsou silně větvené a hustě olistěné. Samičí květenství je hustě žláznaté, semena v době zralosti sama odpadávají. Kvete dříve a kratší dobu než konopí seté kvůli brzkému příchodu zimy v oblastech, odkud pochází.
Má na listech a samičích květenství vrstvu pryskyřice obsahující kanabinoidy (zejména THC, CBD a CBC).
Rostlina produkuje velké množství tetrahydrokanabinolu (THC) a tetrahydrocanabivarinu (THCV) s úrovněmi až 53,7 % celkových kanabinoidů. Nyní se hojně pěstuje v Číně, Indii, Nepálu, Thajsku, Afghánistánu a Pákistánu a také v jižní a západní Africe. Pro účely včetně výroby hašiše se pěstuje v Indii. Vysoké koncentrace THC nebo THCV poskytují euforické účinky, díky nimž je populární jako rekreační droga, alternativní medicína a droga pro klinický výzkum.